# 貂獴屬

貂獴屬（学名 Galerella），是食肉目獴科下的一个屬，产在非洲。